# Rysiek Lwie Serce
Rysiek Lwie Serce (hiszp. Justin y la espada del valor) – hiszpański film animowany z 2013, opowiada o historia chłopca, który mimo wielu przeciwności losu, dąży do spełnienia swojego marzenia – pragnie zostać rycerzem.

## Fabuła
Justin od zawsze marzył by stać się rycerzem, jednak ojciec wybrał mu już inną przyszłość. Natchniony historią o bohaterskim dziadku, chłopak ucieka by spełnić swoje marzenie.

## Obsada

### Wersja angielska
- Freddie Highmore – Justin
- Saoirse Ronan – Talia
- Tamsin Egerton – Lara
- Julie Walters – Babcia
- Antonio Banderas – sir Clorex
- Barry Humphries – Braulio
- James Cosmo – Blucher
- Charles Dance – Legantir
- Mark Strong – Heraclio
- Angela Lansbury – Czarownica
- Rupert Everett – Sota
- Alfred Molina – Reginald
- David Walliams – Melquiades
- Olivia Williams – Królowa
- Michael Culkin – Sebastian
- Stephen Hughes – Copas / Gustav
- Lloyd Hutchinson – Igor

### Wersja polska
Reżyser polskiego dubbingu – Anna Apostolakis

Dialogi polskie – Marcin Bartkiewicz

Dźwięk i montaż – Michał Skarżyński

Kierownik produkcji – Dorota Nyczek
- Marcin Hycnar – Rysiek
- Ewelina Lisowska – Natalia
- Katarzyna Kwiatkowska – Lara
- Maria Czubaszek – Babcia
- Krzysztof Ibisz – sir Clorex
- Jarosław Boberek – Braulio
- Grzegorz Pawlak – Brukwiej
- Andrzej Blumenfeld – Ponuriusz
- Stanisława Celińska – Czarownica
- Przemysław Bluszcz – Zaklętas
- Przemysław Stippa – Psota
- Zbigniew Suszyński – Reginald
- Wojciech Duryasz – Morlin
- Anna Gajewska – Królowa

W pozostałych rolach:
- Mariusz Czajka
- Andrzej Gawroński
- Jacek Król
- Mieczysław Morański
- Jakub Szydłowski

## Nagrody
- 2014: nominacja do nagrody Goya przyznawanej przez Hiszpańską Akademię Sztuki Filmowej za Najlepszy film animowany